# Medal of Honor: Warfighter
Medal of Honor: Warfighter (с англ. — «Меда́ль за отвагу: Боец») — компьютерная игра в жанре шутера от первого лица, разработана студией Danger Close, принадлежащая американскому издателю и разработчику игр компании Electronic Arts. Игра вышла 23 октября 2012 года.
Medal of Honor: Warfighter является частью одноимённой серии игр и продолжением игры Medal of Honor, вышедшей в 2010 году и явившейся перезапуском всей серии игр. Сюжет игры, как и сюжет предыдущей игры серии, рассказывает об операциях, проводимых отрядом специального назначения Tier 1. В этой игре создатели помещают героев в события, имевшие место в реальной жизни солдат отряда Tier 1: борьба с распространением взрывчатки PETN, в игру добавлена большая эмоциональная составляющая, как, например, отношения бойцов со своими женами, детьми. Отдельной задачей для себя студия ставит сохранение в игре подлинности событий.

## Разработка и поддержка игры

### Хронология разработки
В 2010 году игра Medal of Honor, вышедшая на месяц раньше Call of Duty: Black Ops во избежание конкуренции и запущенная для ослабления позиций серии Call of Duty, показала на старте хорошие продажи и неплохие оценки, но вместе с тем не продемонстрировала ожидавшегося от неё качества (что не помешало начать работу над следующей игрой серии). Выход новой игры серии Medal of Honor также направлен на ослабление позиций Activision (владелец прав на серию Call of Duty) в сегменте шутеров в рамках общей стратегии Electronic Arts по завоеванию первого места в данном сегменте (в 2011 году такой игрой стала Battlefield 3, создатели которой отказываются переводить выпуск игр серии на ежегодную основу, как это сделано у основного конкурента — Call of Duty).
В этот раз разработкой и одиночной кампании, и многопользовательской игры занимается студия Danger Close, студия EA DICE к разработке не привлекалась, так как теперь Danger Close чувствует в себе силы самостоятельно разработать многопользовательскую составляющую. Однако в Medal of Honor: Warfighter будет использована разработка EA DICE — игровой движок Frostbite 2, который студия считает лучшим из существующих движков для создания шутеров от первого лица. Продюсер игры Грег Гудрих (англ. Greg Goodrich) отметил, что использование Frostbite 2 не значит, что финальная игра будет выглядеть как Battlefield 3. «У нас прекрасный арт-директор, у которого очень четкое видение того, как визуально преподнести нашу историю. Движок — это холст, который в этот раз намного больше чем что-либо, что мы использовали ранее». Сам же издатель хочет, чтобы игры серии Battlefield и Medal of Honor были разными, и видит в наличии двух таких громких серий в своей обойме преимуществом перед своим основным конкурентом — серией Call of Duty. Каждая из игр соответствующей серии должна быть разной и тогда не будет уставания от повторяющегося из года в год геймплея, сложностью здесь является сохранение новизны и нахождение новых путей развития.
Косвенным подтверждением существования новой игры серии Medal of Honor можно считать выход игры Battlefield 3, в коробке с которой находится рекламный вкладыш новой игры серии Medal of Honor с изображенным на нём логотипом отряда Tier 1. На тот момент рейтинг игре ещё не был выставлен, но игра находилась на рассмотрении, что говорит о готовности игры.
Официальный анонс Medal of Honor: Warfighter сделан 23 февраля 2012 года в официальном блоге серии игр Medal of Honor. В опубликованном сообщении сообщается название игры, тематическое изображение и информация о том, что следующая порция фактов о новой игре будет опубликована в течение недели. Официальная презентация ожидается 6 марта 2012 года в рамках Game Developer’s Conference в Сан-Франциско, приглашения были разосланы ведущим игровым ресурсам в начале февраля 2012 года.
9 апреля 2012 года представлен главный антагонист игры Medal of Honor: Warfighter, им выступит Исламистская сепаратистская группа Абу Сайяф.
12 апреля 2012 года выложено первое видео с нарезками из игрового процесса. В нём можно заметить, что среди элитных подразделений, которые появятся в игре, присутствует и российский Спецназ: группа Альфа.
В начале июня 2012 года появляется информация, что игра Medal of Honor: Warfighter будет так же доступна в версии для консоли PS Vita (в июле 2012 такая же информация появляется на странице игры в Origin). А в конце июня к списку возможных версий игры добавлена версия для Nintendo 3DS, на возникновение информации о которой официальный представитель EA заявил, что она не соответствует действительности.
Многопользовательскую игру можно было попробовать на выставке E3 2012. На этой же выставке в ходе пресс-конференции EA была пройдена небольшая часть одиночной кампании, видео прохождения выложено в сеть в этот же день. Многопользовательская игра с большой сцены показана не была, участники были приглашены на стенд издателя — там можно поиграть в мультиплеер самому. В этот же день выложен дебютный трейлер мультиплеера игры.
В конце августа 2012 — в начале сентября 2012 года выложены видео, представляющие два класса из игры Medal of Honor: Warfighter: снайпера и пехотинца из состава морских котиков (позже в блог добавляются и другие ознакомительные видео).
3 октября 2012 года опубликован полный список трофеев/достижений игры Medal of Honor: Warfighter.
8 октября 2012 года объявлено, что Medal of Honor: Warfighter в версии для Xbox 360 будет поставляться на двух DVD- дисках и возможно для консолей будет доступна опция установки текстур на жесткий диск для увеличения производительности игры. Производительность игры установлена в 30 FPS.
23 октября 2012 года Medal of Honor: Warfighter становится доступной для покупки в магазинах на территории США и в виде цифровой версии для обладателей консоли Playstation 3. Electronic Arts выпускает набор скриншотов и релизный трейлер к игре и достаточно объемный патч для исправления ошибок.
Обновление приложения Battlelog для Android и iOS с добавленным функционалом поддержки игры Medal of Honor: Warfighter выпущено 2 ноября 2012 года.

#### Многопользовательская игра
В конце февраля 2012 года появилась информация о том, что в игре будет присутствовать кооператив, хардкорный многопользовательский режим, в котором для убийства достаточно одного точного выстрела. Студия разработчик игры сообщает, что игра будет больше приближена к реальности, хотя потерянное от полученных ранений здоровье игрока всё равно будет восполняться, если укрыться от выстрелов на некоторое время. В многопользовательской игре появятся бойцы следующих подразделений: SAS из Англии, SASR из Австралии, KSK из Германии, отряд специального назначения «Альфа» из России и GROM из Польши. Решение о добавлении оперативников из разных стран пришло во время консультаций со специалистами из Tier 1, разработчики заметили, что консультанты часто рассказывают о том, как они проводили совместные операции со специальными подразделениями других стран, и признают, что их уровень подготовки ничуть не хуже чем у Tier 1, и что при совместной работе бойцы сравнивали свой уровень подготовки с уровнем подготовки специалистов из других стран. И тут возникла идея: если такого рода соревнование присутствует в реальной жизни, то почему бы не перенести его и в игру? В многопользовательской игре специалисты элитных войск разных стран (всего их будет 12) будут соревноваться друг с другом.
Больше информации о многопользовательской игре было обещано предоставить на выставке E3 летом 2012. По окончании выставки на официальном блоке игры выложены видео с прошедшей презентации, интервью с Грегом Гудрихом, рассказывающим об особенностях многопользовательской игры, сама же презентация проходила при закрытых дверях и никаких видео с записью игрового процесса не были доступны. Из этого интервью стали известны особенности мультиплеера. Игрокам будут доступны разные классы, например снайпер, пулеметчик и штурмовик. Другая важная особенность — два бойца смогут объединиться в так называемые fireteams: они будут видеть местоположение друг друга сквозь стены, а также получат другие дополнительные преимущества, если будут работать в команде. Так, например, если прикончить убийцу напарника, то он мигом воскреснет рядом с вами, то есть ему не нужно будет ждать окончание таймера до следующего возрождения. Продемонстрирован и впечатляющий ассортимент дополнительных возможностей: беспилотные разведчики, управляемые наземные роботы, поддержка с воздуха и т. п.
Нарезка игровых моментов многопользовательской игры утекла в сеть в середине июля 2012 года. Запись была сделана с альфа-версии игры на платформе PC. Автор, выложивший видео, сразу же после его публикации сообщил, что монтирует и закачивает вторую часть. Видео фокусируется на оружии, доступном в игре Medal of Honor: Warfighter.
Создатели игры говорят, что сделали выводы из ошибок, допущенных в прошлой игре серии, и постарались максимально избежать их повторения в своём последнем творении. Поставленная цель — создать настолько хороший многопользовательский режим, который будет притягивать к себе игроков многие месяцы, а может быть даже годы. Достижение этой цели по мнению Danger Close возможно благодаря изменениям, внесённым в игру, как, например, целых 6 классов, для каждого из которых представлен свой набор оружия, свои уникальные действия для помощи команде. Добавлена возможность создавать свои игры с персональными настройками условий определения победителя, что положительно должно сказаться на клановых соревнованиях. Сама структура игры доработана таким образом, что процесс внесения правок в баланс оружия теперь максимально облегчен для команды разработки. Особое внимание уделено и отлову читеров: над отловом будет работать отдельная команда специалистов, а в версии для PC будет использована система PunkBuster.
Пред-релизный трейлер многопользовательской игры Medal of Honor: Warfighter выпущен 18 октября 2012 года.

## Одиночная кампания
В игру вернутся[когда?] герои прошлой игры серии: Mother (Мама), Preacher (Монах) и Voodoo (Вуду), также в игре появится новый персонаж по имени Stump (Пень). Известно, что игровыми персонажами будут Preacher (Монах) и Stump (Пень). Использование движка Frostbite 2 позволит реализовать такие эффекты, как разлетающиеся от выстрелов стопки бумаги, лежащие на столах, раскачивающиеся люстры, крошки бетона от выстрелов в стены и опорные балки.
В одиночной кампании точно не будет миссии, которая будет повторять операцию по уничтожению Усама бен Ладена, представители Tier 1, помогающие в разработке миссий кампании, посчитали неуместным появление подобного сюжета. Некоторые операции, успешно проведённые оперативниками, являются слишком личными для них, хоть сами операции и их исход широко известны общественности, поэтому миссий по мотивам этих событий в игре не будет. В прошлой игре серии издатель прислушался к общественному мнению (семьи и родственники погибших от рук боевиков солдат) и заменил боевиков талибана, которые изначально должны были выступать в роли «плохих парней» в многопользовательской игре, на боевиков абстрактной группировки Opposing Force. Стоит заметить, что в 2010 году из-за разразившегося скандала вокруг появления талибов в игре, продюсер игры Грег Гудрих (англ. Greg Goodrich) два раза писал заявление на увольнение и уход с проекта Medal of Honor, но в итоге всё-таки остался и работает над Medal of Honor: Warfighter.
Дата выхода игры становится известна 2 марта 2012 года (дата опубликована на странице предзаказа игры на Amazon), до официального анонса на выставке GDC 6 марта 2012 года, — 23 октября 2012 года.
Первый полноценный трейлер одиночной кампании опубликован 1 августа 2012 года. Содержание трейлера — история Проповедника. Второй — в середине сентября.

## Официальный анонс
6 марта 2012 года, как и было обещано, опубликован первый видео-тизер к игре, в котором сообщается уже ставшая известной ранее дата выхода игры и информация о том, что лимитированное издание игры доступно для предзаказа без дополнительной наценки. EA уточнила, что одиночная кампания будет построена вокруг бойца по кличке Preacher (Проповедник), которого игроки уже встречали в прошлой игре серии, и его отряде, борющегося с распространением взрывчатки PETN. В тот же день на сайте серии Medal of Honor опубликована информация о лимитированном издании игры.
Отдельно размещена информация о сюжете одиночной кампании: Preacher (Проповедник) возвращается домой с очередного задания и видит, что за годы, проведённые в различных миссиях по всему миру, а не дома, его брак стоит на грани развала. Пытаясь сохранить семью боец понимает, что единственное, за что он боролся все эти годы, это и была его семья. Но тут появляется опасное взрывчатое вещество PETN, угрожающее жизни мирных жителей, и Preacher со своим отрядом отправляется на решение этой проблемы. Миссии, которые будут присутствовать в игре, заносят героя дальше Афганистана: спасение заложников на Филиппинах, уничтожение пиратов на Сомали и другие задания в различных уголках планеты Земля.
Сообщено, что в состав студии Danger Close, занимающейся разработкой игры, входят разработчики, ранее работавшие в таких студиях, как DICE и Treyarch.

### Бета-версия
В конце сентября 2012 года было объявлено, что бета-версия игры будет являться эксклюзивом для пользователей приставки Xbox 360 и станет доступна для скачивания в октябре 2012 года, но до официального поступления игры в продажу. В бета-версии будет доступно несколько режимов многопользовательской игры, одиночная кампания в предоставляемой версии отсутствует.
4 октября 2012 года выложен рекламный трейлер бета-версии Medal of Honor: Warfighter. Бета-версия же выложена для доступа пользователям Xbox 360 5 октября 2012 года с одним многопользовательским режимом Hotspot и одной картой для игры — стадион Сараево (Босния и Герцеговина). Окончание бета-тестирования запланировано на 15 октября 2012 года.
Отзывы о бета-версии были в основном сдержанные, так как по мнению обозревателей игра во многом повторяет игровой процесс других шутеров, а единственным уникальным дополнением является формирование отряда из двух человек, которые, действуя вместе и согласованно, могут получить больше XP, чем если бы каждый действовал сам по себе. Замечена интеграция с системой BattleLog, впервые появившаяся в игре Battlefield 3.

## Лимитированное издание
Лимитированное издание игры Medal of Honor: Warfighter получат все, оформившие предзаказ на игру до 22 октября 2012 года. В состав издания входит изначально открытый класс US Navy SEAL снайпера для многопользовательской игры, для открытия которого людям, купившим игру после обозначенной даты, нужно будет потратить в игре порядка 40 часов игрового времени

### Medal of Honor: Warfighter — Military Edition
13 июня 2012 года анонсировано специальное издание игры, которое будет доступно для покупки только военным США (действующим, бывшим, находящимся в запасе), представителям органов обеспечения порядка и сотрудникам других схожих по функциям государственных органов. В этой версии игры будут присутствовать эксклюзивные знаки отличия, а все вырученные от продажи средства пойдут в специальные военные фонды по поддержке военных и их семей.

### Издание для разных стран
Обложка игры для игроков в Австралии была изменена и отличается от той, что используется в других странах. На обложке для этого континента изображен боец элитных войск Австралии. Очевидно, что это сделано для акцента на то, что на выбор представлены элитные подразделения различных стран и Австралия находится в их числе. На территории Новой Зеландии игра будет распространяться также с австралийской обложкой. Позже выяснилось, что для Польши игра будет также оформлена иначе — на обложке будет изображен боец отряда GROM, соответствующее изображение размещено на странице предзаказа игры на польской версии официального сайт игры. Обложка для России также уникальна и на ней изображен российский боец.

### Доступ к бета-версии Battlefield 4
В середине июля 2012 года на странице предзаказа игры Medal of Honor: Warfighter в Origin появилась информация о том, что все, оформившие предзаказ на игру, получат эксклюзивный доступ к бета-версии следующей игры серии Battlefield — Battlefield 4. Как только информация об этом предложении начала распространяться по сети, баннер на странице игры обновили — информация о предоставления доступа к бета-версии Battlefield 4 убрана, но пользователи успели сделать копии экрана, которые теперь свободно доступны для ознакомления в сети. К подобной мере привлечения внимания к игре Electronic Arts прибегали в 2010 году, когда к прошлой игре серии Medal of Honor прилагалось такое же предложение — ранний доступ к бета-версии игры Battlefield 3.
На следующий день информация о существовании игры Battlefield 4 и о действительности размещенного ранее предложения подтверждена официально. Соответствующая запись опубликована в официальном блоге серии игр Medal Of Honor.

### Цифровая PSN-версия
25 сентября 2012 года компания Sony объявила о запуске нового сервиса под названием PSN Day 1 Digital, который будет предоставлять пользователям (пока на территории США) возможность купить (а в некоторых случаях и предзаказать заранее) цифровую версию игры в день её официального релиза и появления коробок с игрой на полках магазинов. В списке игр, которые в первую очередь будут доступны в сервисе, среди Resident Evil 6, NBA 2K13, Dishonored и других присутствует и Medal of Honor: Warfighter, купить и скачать которую можно будет в день релиза — 23 октября 2012 года. Эксклюзивная полноценная версия игры с возможностью играть без ограничений в течение 1 часа бесплатно выложена для обладателей PSN plus аккаунтов в день релиза игры.

## Пакеты карт
В начале сентября 2012 года стало известно о партнёрстве EA и Sony Pictures в продвижении фильма Кэтрин Бигелоу под названием Zero Dark Thirty, который ожидается на экранах в декабре 2012 года. Фильм рассказывает о том, как осуществлялась «охота» на террориста номер 1 — Усаму Бен Ладена. В рамках партнёрского соглашения для игры Medal of Honor: Warfighter будут выпущены 2 дополнительные карты для многопользовательской игры, созданные на основе локаций, на которых проходили съёмки фильма. Для игроков, оформивших предзаказ на игру (первый тираж печати игры в США, предложение не распространяется на другие территории), одноимённое дополнение будет бесплатным, для остальных же стоимость составит 9.99$ долларов США, из которых 1 доллар США будет перечислен в благотворительный фонд. Обе карты представляют собой локации в Пакистане, ранее использовавшиеся Бен Ладеном для укрытия. Набор карт получил название «Охота» (англ. Hunt) и станет доступен для скачивания 17 декабря 2012 года. Соответствующий пост размещен и в официальном блоге серии игр Medal of Honor.
Трейлер набора Zero Dark Thirty выпущен 20 октября 2012 года. Трейлер-обзор карт из набора Zero Dark Thirty выпущен 7 ноября 2012 года. 15 декабря 2012 года опубликованы дополнения, которые новые набор карт добавляет в основную игру: камуфляж для оружия и новые вспомогательные модули. Набор карт «Охота» (англ. Hunt) поступает в продажу 18 декабря 2012 года.

## Саундтрек
Саундтрек к игре Medal of Honor: Warfighter написан немецким композитором Рамином Джавади (нем. Ramin Djawadi) и выпущен в продажу 25 сентября 2012 года. В титрах играет песня Linkin Park — Castle Of Glass.

## Продажи и оценки
| Сводный рейтинг       | Сводный рейтинг                        |
| Агрегатор             | Оценка                                 |
| --------------------- | -------------------------------------- |
| GameRankings          | X360: 55,93 % PS3: 55,40 % PC: 51,33 % |
| Иноязычные издания    |                                        |
| Издание               | Оценка                                 |
| Gameplanet            | 8,6/10                                 |
| GamesRadar+           | 4/5                                    |
| IGN                   | 8/10                                   |
| OPM                   | 9/10                                   |
| Русскоязычные издания |                                        |
| Издание               | Оценка                                 |
| PlayGround.ru         | 6,9/10                                 |

Первоначально аналитики оценивали игру достаточно оптимистично. Так, например, с момента начала продаж до декабря 2012 года аналитики предсказывали продажи в размере 2.3 млн копий Medal of Honor: Warfighter. После проведения выставки E3 2012 аналитики пересмотрели прогноз, оценивая продажи в 1.4 млн копий в тот же временной промежуток. Факторами, повлиявшими на изменения прогноза, были названы: невысокий интерес к игре на выставке E3 2012, низкое качество прошлой игры серии, низкое место игры в списке самых покупаемых продуктов на сайте Amazon. За день до появления игры в продаже аналитики сообщили, что игра не позволит EA выполнить план, составленный компанией на 2013 финансовый год, так как с большой вероятностью Medal of Honor: Warfighter окажется большим разочарованием, так как до выхода в продажу основных соперников (Assassin’s Creed III, Halo 4 и Call of Duty: Black Ops 2) у игры будет всего две недели, в течение которых будет возможность продать максимальное количество копий из-за отсутствия в это время большой конкуренции.
10 ноября 2012 года сообщено, что игра Medal of Honor: Warfighter на текущий момент разошлась тиражом в 300 000 копий, что ниже ожиданий Electronic Arts, что по мнению аналитиков может привести к закрытию серии.
Оценки, полученные игрой Medal of Honor: Warfighter после запуска, оказались средними, хотя игре и удалось на короткое время подняться на первое место в чартах в Англии:
- PG = 6,9/10
- OPM = 9/10
- Gameplanet = 8,6/10
- MMGN.com = 8/10
- Canadian = 9,2/10
- Digital Chumps = 8,3/10
- Cheat Code Central = 4/5
- IGN = 8/10
- GameRadar = 4/5
- Gmbox = 8/10
- Игромания=5.5/10
- Страна игр=7/10

Ресурс kotaku, не выставляющий оценки играм в виде цифр, не рекомендовал игру Medal of Honor: Warfighter к покупке, отметив, что если в последние 5 лет кто-то из игроков играл в какой-либо шутер, то тот шутер в любом случае лучше Medal of Honor: Warfighter, так как последний состоит из неудачно скопированных клише из других игр. Отмечено большое количество недоработок, из-за которых в одиночной кампании порой невозможно продвинуться дальше в её прохождении.

## Закрытие серии Medal Of Honor
В ноябре показатели продаж игры Medal of Honor: Warfighter оценивались аналитиками как очень низкие, это было признано и издателем Electronic Arts, ожидавшим от игры более высоких цифр. Ещё в ноябре 2012 года аналитики сообщали, что столь невысокие оценки, которые игра получила от игровых ресурсов и от самих игроков, и низкие показатели продаж могут привести к повторному закрытию серии игр Medal of Honor, что в итоге и произошло. Официально о закрытии развития серии игр Medal of Honor объявлено 30 января 2013 года в ходе оглашения финансовых показателей EA за третий квартал 2012 года. Цитаты представителей Electronic Arts о закрытии серии:
- COO Electronic Arts Питер Мур (англ. Peter Moore): «Игра сделана добротно, но выбор в качестве изюминки правдоподобности событий не нашёл отклика среди игрового сообщества. Мнение критиков было однозначным и оценки, выставленные игре, честно говоря, ниже, чем она того заслуживает. Но мы это пережили. Мы удаляем Medal of Honor из списка игр, которые создаём на ежегодной основе, игрокам будут предложены другие шутеры.»
- Франк Жибо (англ. Frank Gibeau): «Мы работаем на рынке, которым управляют хиты. Хиты, которые должны быть разработаны в определённые сроки и должны попасть в точку. С Medal of Honor у нас это не получилось и мы берём на себя полную ответственность за это. Если вы посмотрите на Medal of Honor, то это предполагаемый хит, который не „выстрелил“».

Аналитики прокомментировали закрытие так: «Девиз, которому следует EA, „Дешевле, чаще и лучше“ не будет работать, если игры, которые они выпускают, на самом деле лучше не становятся». На тот момент игра разошлась тиражом 1.82 млн проданных копий (данные от 19 января 2013 года) на всех поддерживаемых платформах.
В середине февраля 2013 года ведущий креативный директор EA Рич Хиллман (англ. Rich Hilleman) сказал следующее: «Причина [закрытия серии Medal of Honor] не в том, что шутеров много или показатели Medal of Honor говорят о том, что тематика военных событий в играх больше неинтересна. Дело в том, что со своей стороны мы должны были поработать лучше [над игрой Medal of Honor: Warfighter]. … Сейчас мы считаем, что здесь [в жанре шутеров] у нас должен быть один хит и в качестве этого хита мы выбираем Battlefield. … Серия вернётся, но только тогда, когда для этого будет подходящее время.»

## Факты
- Первое официально опубликованное тематическое изображение Medal of Honor: Warfighter появилось на обложке российского журнала «Игромания» в третьем номере 2012 года. Изображение обложки сразу же было размещено на официальном блоге серии игр Medal of Honor[94];
- Официальным партнёром игры Medal of Honor: Warfighter является компания Trijicon — производитель военной оптики[95];
- Реклама игры Medal of Honor: Warfighter была показана во время трансляции матча финала Лиги чемпионов между «Челси» и «Баварией»[96][97], интересным фактом тут является то, что во время трансляции этого же матча был показан второй официальный трейлер игры Call of Duty: Black Ops II[98];
- Трек Lies Greed Misery из альбома Living Things группы Linkin Park использован в дебютном трейлере многопользовательской игры[27]. Позже выпущен дополнительный трейлер, из которого был сделан вывод, что группа работает над официальным саундтреком игры[99]. На самом деле оказалось, что группа подготовила для рекламы игры эксклюзивный сингл под названием Castle of Glass[100];
- В середине лета студией был представлен новый многопользовательский режим, который представляет собой смесь режимов CTF и хардкорного Search & Destroy: в раунде у каждого игрока только 1 жизнь, стороны делятся на атакующих и защищающихся. В защищаемой зоне находятся два флага, один из которых атакующим нужно захватить и принести на свою базу. По мнению студии у данного режима есть большой потенциал для занятия достойного места в качестве одной из дисциплин в киберспорте. Название для режима было предложено придумать самим игрокам[101];
- В конце августа 2012 года Electronic Arts предупредила игроков в Австралии о большом событии, готовящемся издателем[102]. На следующий день после объявления были раскрыты подробности: EA устраивает тур по крупным городам страны, представляя в них свой громкие проекты, готовящиеся к выходу. Посетители мероприятия получат возможность поиграть в игры до их официального поступления в продажу. Среди проектов: Medal of Honor: Warfighter, FIFA 13, Need for Speed: Most Wanted, Dead Space 3, Crysis 3 и другие. Города, участвующие в акции не оглашены, пока только известно, что первым городом будет Мельбурн. На сайте издателя опубликована отдельная страница со списком городов и дат[103].
- В августе 2012 года EA подверглась критике за размещение ссылок на сайтах производителей реального оружия, присутствующего в игре, на сайт игры Medal of Honor: Warfighter. Критика связана с тем, что возможна связь между продажей реального оружия и интересом к игре[104]. В результате издатель устранил подобные ссылки, заявив, что смыслом акции была благотворительность и возможность внести в неё больше денег[105];
- Рекламный ролик игры Medal of Honor: Warfighter, выпущенный в середине октября 2012 года, в интересном ракурсе показывает тренировку футбольной команды и работу бойцов элитных подразделений[106];
- Обладатели копии игры Battlefield 3 при покупке игры Medal of Honor: Warfighter получают бонус — для игры становится доступен боец элитного военного подразделения Швеции[107];
- Medal of Honor: Warfighter является 10 игрой от Electronic Arts в стиле шутера за последние 5 лет[108];
- Игры Medal of Honor: Warfighter и Call of Duty: Black Ops II полностью запрещены к распространению на территории Пакистана ассоциацией, отвечающей в этой стране за распространение CD, DVD и аудиокассет, так как в этих играх страна изображется в плохом свете[109];
- 7 бойцов специального подразделения Navy SEALs, один из которых непосредственно принимал участие в операции по поимке Бен Ладена, приговорены к дисциплинарному наказанию за участие в подготовке игры Medal of Honor: Warfighter в качестве консультантов и разглашение секретов подразделения[110]. Интересно, что родственник бойца, который убил Бен Ладена, связывался с разработчиками игры, предлагая консультацию легендарного морского котика, но студия отказалась, так как предоставление консультаций действующими бойцами могут негативно сказаться на их будущем[111].